# Хийлах (башенный комплекс)
Хийлах — Хийлах (чеч. Х1ийла) — небольшой башенный комплекс, в котором в данное время сохранилось семь жилых башен от XII— до XVI вв. и мечеть начала  XVII в. Строения находятся в аварийном состоянии, однако в последние годы проводятся восстановительные работы. 
Комплекс расположен при селе Хийлах, в живописном месте, на отлогом участке горного хребта, у истока небольшой речки, которая через 10 км впадает с правой стороны в реку Гехи. 
Хийлах — объект культурного наследия.